# Bothrops asper
Bothrops asper é uma espécie de serpente da família Viperidae. É encontrada na América Central e no norte da América do Sul.
- Commons
- Commons
- Wikispecies